# Jankowszczyzna (okręg uciański)
Jankowszczyzna (lit. Jankiškė) – dawna wieś na Litwie, w okręgu uciańskim, w rejonie ignalińskim, w gminie Dukszty.

## Historia
W czasach zaborów wieś leżała w granicach Imperium Rosyjskiego.
W dwudziestoleciu międzywojennym wieś leżał w Polsce, w województwie nowogródzkim (od 1926 w województwie wileńskim), w powiecie brasławskim (od 1926 w powiecie święciańskim), w gminie Dukszty.
Według Powszechnego Spisu Ludności z 1921 roku zamieszkiwało tu 39 osób, wszystkie były wyznania rzymskokatolickiego. Jednocześnie jeden mieszkaniec zadeklarował polską przynależność narodową a 38 litewską. Było tu 7 budynków mieszkalnych. W 1931 zamieszkiwało tu 29 osób w 6 budynkach.
Miejscowość należała do parafii rzymskokatolickiej w Duksztach. Podlegała pod Sąd Grodzki w Święcianach i Okręgowy w Wilnie; właściwy urząd pocztowy mieścił się w m. Duksztach.